# アラ＝レ＝ミーヌ
アラ＝レ＝ミーヌ （Allas-les-Mines、オック語:Alàs）は、フランス、ヌーヴェル＝アキテーヌ地域圏、ドルドーニュ県のコミューン。アラ＝ド＝ベルビギエール（Allas-de-Berbiguières）と呼ばれることもある。

## 地理
コミューンはペリゴール・ノワール地方に属し、ドルドーニュ川のほとりにある。

## 由来
1218年、土地の名称がオック語でAlàsと書かれている。その後、1258年にはラテン語でAlatumと書かれた。
Allas-les-Minesの名称は、ガロ＝ローマ語起源の人名Alaciusからきたのかもしれないし、5世紀初頭にガリアに侵入したアラン人からきたのかもしれない。名称の第二の要素であるminesは、かつてコミューン内に古い炭鉱があったことで説明される。

## 歴史
1956年の発掘調査によって、村にはガロ＝ローマ時代から人の定住があったことが判明した。ワイン醸造が行われた場所の痕跡、ブドウ圧搾の場所、ウェスパシアヌス帝時代やトラヤヌス帝時代の青銅貨幣、ガッリエヌス帝時代からテトリクス1世時代までの5枚のアントニニアヌス貨幣、ありふれた陶磁器の破片が発見されている。
この土地の名を初めて知らせたのは、1218年に現れたAlasという記載である。その後、コミューンはAlat、Allas de Berbières、その後Allas-de-Berbiguièresと呼ばれた。1643年にはAlat de Ferrièresというカトリックの教区もあった。フランス革命期の国民公会下では、アラ＝レガリテ（Allas-l'Égalité）と改名させられた。1910年より、現在のアラ＝レ＝ミーヌとなった。
ルイ15世時代、ギュイエンヌ主計官の役人ジュリの1746年の報告によれば、28世帯が村を構成していた。疫病の流行が村に打撃を与えた。死者が30人、重症で寝たきりの患者が25人だった。
褐炭鉱山は1248人を雇用していた。1956年まで石炭工場は最大で220人を雇っていた。

## 人口統計
| 1962年 | 1968年 | 1975年 | 1982年 | 1990年 | 1999年 | 2006年 | 2015年 |
| ------ | ------ | ------ | ------ | ------ | ------ | ------ | ------ |
| 290    | 236    | 198    | 185    | 203    | 224    | 208    | 210    |

参照元:1962年から1999年までは複数コミューンに住所登録をする者の重複分を除いたもの。それ以降は当該コミューンの人口統計によるもの。1999年までEHESS/Cassini、2006年以降INSEE

## 参照
1. ↑  « Un nouveau maire à Allas-les-Mines », fr:Sud Ouest édition Périgueux, 8 juin 2015, p. 12.
2. 1 2  Le nom occitan des communes du Périgord sur le site du Conseil général de la Dordogne, consulté le 29 janvier 2014.
3. ↑  Ernest Nègre - Toponymie générale de la France - Volume 1 - Page 423 - ufIlAQAAIAAJ.
4. 1 2  Chantal Tanet et Tristan Hordé, Dictionnaire des noms de lieux du Périgord, éditions Fanlac, 2000, ISBN 2-86577-215-2, p. 27.
5. ↑  Louis Maurin, Etablissement vinicole à Allas-les-Mines (Dordogne), dans Gallia, 1964, volume 22, no 1, p. 209-221 (lire en ligne)
6. ↑  Balmelle Catherine, Barraud Dany, Brun Jean-Pierre, Duprat Béatrice, Gaillard Hervé, Jacques Philippe, Maurin Louis, Petit-Aupert Catherine, Rigal Didier, Robin Karine, Roudié Philippe, Sillières Pierre, Vernou Christian, « La viticulture antique en Aquitaine », Gallia, tome 58, 2001, , p.  134-136
7. 1 2  http://cassini.ehess.fr/cassini/fr/html/fiche.php?select_resultat=441
8. ↑  https://www.insee.fr/fr/statistiques/3293086?geo=COM-24006
9. ↑  http://www.insee.fr